# Heksoza
Heksoza (od st.grč. ἕξ héks: šest + lat. -osus: šećer) je vrsta jednostavnih šećera. U molekuli sadrži šest atoma ugljika. 
Kemijske je formule C6H12O6. Heksoze razvrstavamo prema funkcionalnim skupinama. Aldoheksoze imaju aldehidnu funkcionalnu skupinu na poziciji 1, a ketoheksoze ketonsku na poziciji 2.

## Aldoheksoze
Aldoheksoze imaju četiri kiralna središta za ukupno šesnaest mogućih aldoheksoznih stereoizomera.(24). Konfiguracija D/L zasniva se na usmjerenosti hidroksila na poziciji 5 i ne odnosi se na smjer optičke aktivnosti.
Osma D-aldoheksoza su:
- D-aloza
- D-altroza
- D-glukoza
- D-manoza
- D-guloza
- D-idoza
- D-galaktoza
- D-taloza

Svi ovi D-izomeri javljaju se u prirodi osim D-altroze. L-altroza je izvučena iz bakterije Butyrivibrio fibrisolvens.

### Ciklični poluacetali
Poznato je od 1926. da aldozni šećeri tvore poluacetale. Dijagram ispod prikazuje poluacetalske oblike D-glukoze i D-manoze.
Numerirani ugljici u oblicima otvorenog lanca odgovaraju istim numeriranim ugljcima u poluacetalnim oblicima. Oblik poluacetala prouzrokuj to da ugljik broj 1 koji je simetričan u otvorenom lancu postaje asimetričan u cikličnoj inačici. Ovo znači da i glukoza i manoza, kao i ostale aldoheksoze imaju dva ciklična oblika. U otopini oba su ova oblika u ravnoteži s otvorenim lancem. Tvorba koja je oblika otvorenog lanca se ne kristalizira. Stoga su ta dva ciklična oblika odvojiva kad se kristaliziraju. Primjerice, D-glukoza tvori alfa-kristal koji je specifične rotacije od +112° i tališta od 146 °C, kao i beta-kristal koji je specifične rotacije +19° i tališta 150 °C.

## Ketoheksoze
Ketoheksoze imaju tri kiralna središta i stoga imaju osam mogućih stereoizomera (23), od kojih se u prirodi pojavljuju četiri D-izomera:
- D-psikoza
- D-fruktoza
- D-sorboza
- D-tagatoza

Jedino prirodne heksoze kvasac može fermentirati.